# Neagoe Basarab V
Pour les articles homonymes, voir Basarab.
Neagoe Basarab V (né vers 1459 mort le 15 septembre 1521), prince de Valachie de 1512 à 1521

## Biographie

### Origine
Neagoe Basarab V est réputé être le fils du puissant boyard Pîrvu Ier Craiovescu « Mare Vornic  » (Grand Justicier i.e Garde des Sceaux) de 1482 à sa mort le 3 juin 1512 et de son épouse Neaga de Hotarani dont il porte curieusement le nom plutôt que celui d'une membre masculin de sa famille. Cependant il revendique dans ses actes de chancellerie d'être le fils illégitime de Basarab IV Țepeluș cel Tânăr (le Jeune).

### Prétendant
Negaoe est lui-même nommé « Stratonic » en novembre 1508 puis « Postlenic » (Chambellan) en décembre 1508. Entre juillet 1509 et avril 1510 il est banni de Valachie par Mihnea le Mauvais et son fils Mircea IV qui voulaient le mettre à mort. Il est nommé « Comis » (Écuyer de la cour) en 1510 après la chute de ses ennemis. Après la mort de son frère putatif Danciul à Sibiu le 12 mars 1510 il devient le prétendant de la famille et de décembre 1511 au 23 janvier 1512 il se rebelle contre le nouveau prince Vlad V cel Tânăr, et prend le pouvoir après sa mort.

### Règne

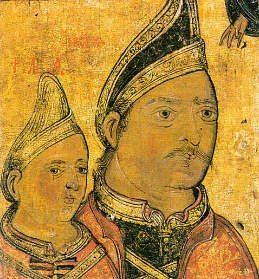
Neagoe et son fils Teodosie

En 1515 Neagoe doit se rendre à Constantinople pour payer le tribut aux Ottomans.
Lors d'un synode œcuménique tenu à Curtea de Argeș le 17 août 1517 en présence du Patriarche Théolepte Ier de Constantinople du métropolite Macaire de Valachie et du voïvode Neagoe la décision de transférer le siège de la métropolie de Argeș à Tîrgoviște est prise. La nouvelle résidence du métropolite sera consacrée le 17 mai 1520.
Le règne de Neagoe Basarab V est une période de paix et de développement culturel. C'est en effet à cette époque que sont imprimés par le moine Macaire en langue slavonne pour la première fois dans les pays roumains des livres religieux. Le prince fait par ailleurs rédiger vers 1520 après la mort prématurée de deux de ses fils, un traité d'éducation politique morale et religieuse destiné à son dernier fils et héritier;  les « Enseignements de Neagoe Basarab à son fils Théodose » (roumain : Învățăturile lui Neagoe Basarab către fiul său Teodosie).
Neagoe Basarab V conserve le trône jusqu'à son propre décès à la suite d'une maladie le 15 septembre 1521. Avant de mourir il confie la régence à son « frère » Preda Craiovescu mare Ban d'Olténie de 1517 à 1521.
Negaoe Basarab fut inhumé dans le monastère de Curtea de Argeș qu'il avait fondé en 1512.

### Union et postérité
Il avait épousé la princesse serbe Milica dite Despina Branković née en 1474, fille du Despote Stefan Slepi Branković et d'Angeljina Arianiti. Elle vécut ensuite sous le nom de nonne « Platonida » et mourut de la peste le 30 janvier 1554. Elle lui donna :
- Teodosie prince de Valachie ;
- Ioan, mort le 27 novembre 1518 ;
- Petru, mort le 15 juin 1519 ;
- Angelina morte le 3 août 1519 ;
- Ruxandra, morte exilée en Égypte après 1545, épouse successivement de deux princes de Valachie : vers 1524 : Radu V de la Afumați tué en 1529; puis en 1541 : Radu VII Paisie ;
- Stana, nonne Sofronia en 1530, mariée vers 1524 avec le prince de Moldavie Ștefan cel Tinar mort en 1527.